# Teak
Teak é um género botânico pertencente à família Verbenaceae.

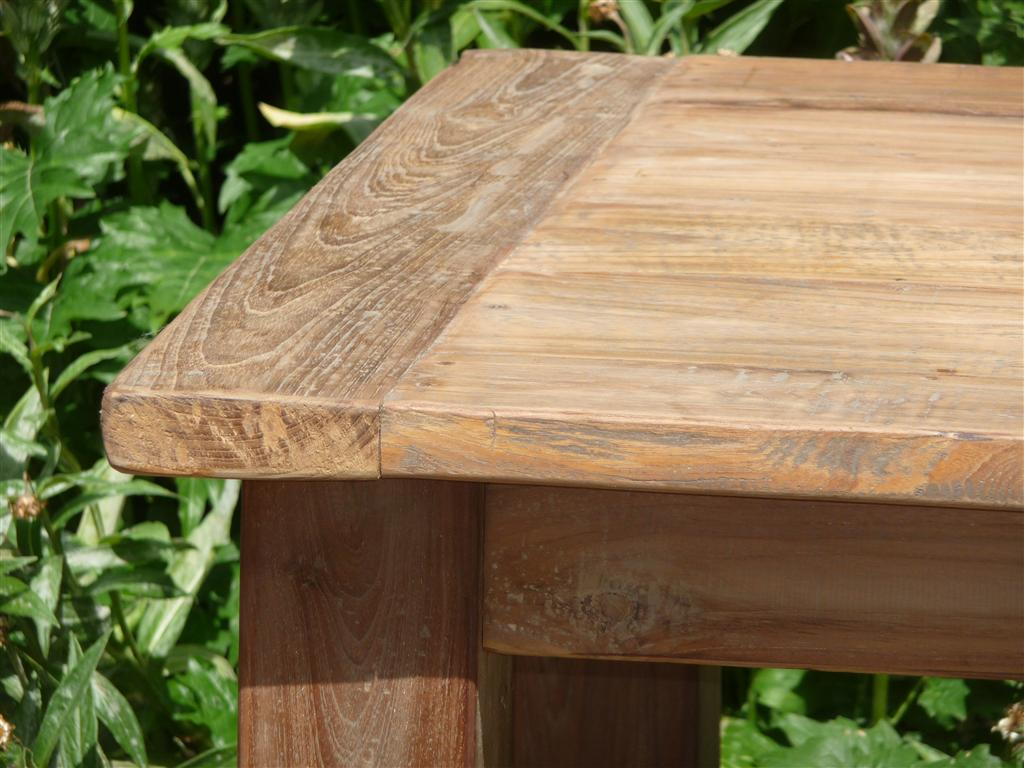
Uma mesa de teca

1. ↑  «Teak — World Flora Online». www.worldfloraonline.org. Consultado em 19 de agosto de 2020